# Néréide (1779)
Pour les articles homonymes, voir Néréide.

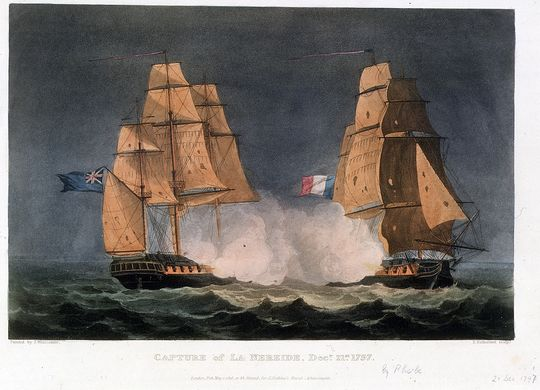
Capture de la Néréide par la Phoebe le 20 décembre 1797.

La Néréide était une frégate de 32 canons de la Marine française, en service pendant la Révolution française puis les guerres napoléoniennes. Lancée le 31 mai 1779, on lui applique un doublage en cuivre en décembre de la même année. Elle se fit capturer par le  HMS Phoebe le 22 décembre 1797, ce qui lui valut de prendre part à la campagne britannique de capture des Mascareignes en 1809-1810. C'est à cette occasion qu'elle fut récupérée par les Français à la bataille de Grand Port.